# Taponnat-Fleurignac
Taponnat-Fleurignac è un comune francese di 1 502 abitanti situato nel dipartimento della Charente, nella regione della Nuova Aquitania.

## Società

### Evoluzione demografica
Abitanti censiti